# Casale sul Sile
Pour les articles homonymes, voir Casale.
Casale sul Sile une commune italienne d'environ 12 800 habitants située dans la province de Trévise dans la région Vénétie, dans le nord-est de l'Italie.

## Administration
| Période                                  | Période | Identité | Étiquette | Qualité |
| ---------------------------------------- | ------- | -------- | --------- | ------- |
|                                          |         |          |           |         |
| Les données manquantes sont à compléter. |         |          |           |         |

### Hameaux
Conscio, Lughignano

### Communes limitrophes
Casier, Mogliano Veneto, Preganziol, Quarto d'Altino, Roncade, Silea